# Vallée de Kallistos
Kallistos Vallis
Pour les articles homonymes, voir Kallistos.
La vallée de Kallistos (désignation internationale : Kallistos Vallis) est une vallée située sur Vénus dans le quadrangle de Lada Terra. Elle a été nommée en référence au nom en grec ancien de la planète Vénus.